# Almirante Brown (município)
Almirante Brown (partido) é um partido (município) da província de Buenos Aires, na zona sul da Grande Buenos Aires. Possuía, de acordo com estimativa de 2019, 594.270 habitantes, sendo uma das cidades mais populosas da Argentina.

## Localidades
- Adrogué: 28.265 habitantes
- Burzaco: 86.113 habitantes
- Claypole: 41.176 habitantes
- Don Orione: 43.294 habitantes
- Glew: 57.878 habitantes
- Jose Marmol: 40.612 habitantes
- Longchamps: 47.622 habitantes
- Malvinas Argentinas: 24.132 habitantes
- Ministro Rivadavia: 16.740 habitantes
- Rafael Calzada: 56.419 habitantes
- San Francisco Solano: 28.344 habitantes
- San Jose: 44.961 habitantes

(INDEC 2.001)